# Bless You (家入レオの曲)
「Bless You」（ブレス・ユー）は、家入レオの楽曲。彼女の3枚目のシングルとして2012年9月12日にビクターエンタテインメントから発売された。
シングルとしては前作「Shine」から4ヶ月ぶりの新作。ライブ映像等を収録したDVD付属の初回限定盤A、フォトブック付属の初回限定盤Bおよび通常盤の3形態でのリリースとなる。

## 収録曲
全曲、作詞：家入レオ　特記ない限り作曲：家入レオ/西尾芳彦
CD
1. Bless You [3:52]
  - 編曲：鈴木Daichi秀行

TBS系音楽番組『COUNT DOWN TV』2012年9月度オープニングテーマ[2]。
PVはショートバージョンがYouTube上で公開されている[2]。
2. イジワルな神様 [4:32]
  - 編曲：三輪コウダイ
  - 江崎グリコ『ポッキーチョコレート』スペースシャワーTVバージョンCMソング[1]。
  - "au ビデオパス" ドラマ『コレカラ』主題歌。
  - PVおよびメイキング映像が1stアルバム『LEO』初回限定盤付属のDVDに収録されている[3]。曲自体は『LEO』には収録されなかったが、2ndアルバム『a boy』に収録された。
3. 心のカ・タ・チ [4:29]
  - 作曲：西尾芳彦 編曲：鈴木Daichi秀行
  - 『薬物乱用防止キャンペーン in 横濱』啓発キャンペーンソング[1]。
  - 本曲のみ家入本人が作曲に関わっていない。
  - 3rdアルバム『20』にアレンジバージョンが収録。
4. Bless You (Instrumental) [3:52]
5. イジワルな神様 (Instrumental) [4:32]
6. 心のカ・タ・チ (Instrumental) [4:26]

DVD（初回限定盤Aのみ）
1. Bless You (Music Video)
2. Shine (LIVE from FREE LIVE TOUR 2012)
3. Hello (LIVE from FREE LIVE TOUR 2012)
4. Shine (Music Video Making)

## 収録アルバム
- LEO (#1)
- a boy (#2)
- 20 (#3) - アレンジバージョンでの収録。